# Nina Corradini
Nina Corradini (Roma, 8 agosto 2003) è un'ex ginnasta italiana.

## Carriera

### Junior
Nina inizia a praticare ginnastica ritmica presso la Ginnastica Flaminio di Roma nel 2011, con la quale partecipa alla Serie A, in seguito si trasferisce alla Eurogymnica Cascella, e infine alla Faber Ginnastica Fabriano.
Nel 2016 arriva seconda ai Nazionali di Categoria.
Nel 2017 viene convocata nella squadra junior italiana. Con la squadra partecipa al Grand Prix di Mosca, arrivando quinta. Al Grand Prix di Kiev conquista una medaglia d'oro alle dieci clavette. A Pesaro arriva seconda nell'all-around e quinta nella finale. A Sofia sale sul terzo gradino del podio. Partecipa agli Europei di Budapest, dove vince una storica medaglia d'argento con Rebecca Vinti, Talisa Torretti, Annapaola Cantatore, Melissa Girelli e Francesca Pellegrini.
Nel 2018 passa alla società Eurogymnica Cascella. Partecipa alla Palliula Cup, dove vince l'oro all-around, e lo stesso anno diventa campionessa nazionale, vincendo davanti alla favorita Talisa Torretti. Prende parte al Luxembourg Trophy, dove arriva prima al cerchio e quinta al nastro. A fine anno passa alla Faber Ginnastica Fabriano.

### Senior
Nel 2019 partecipa al Torneo Internazionale di Corbeil-Essonnes arrivando tredicesima nell'all-around e quinta alla palla. Ad aprile viene convocata nella squadra senior nazionale. Ai Campionati Assoluti arriva quarta nell'all-around (dietro ad Alexandra Agiurgiuculese, Milena Baldassarri e Alessia Russo) e quinta a palla, clavette e nastro. Alla Gdynia Rhythmic Stars in Polonia arriva terza dietro a Talisa Torretti.
Successivamente si ritira.
Ad ottobre 2022 la denuncia di Nina Corradini e Anna Basta per gli abusi subiti in allenamento porta sotto inchiesta lo staff della nazionale. La giustizia federale ammonì solamente Emanuela Maccarani e prosciolse la sua assistente Olga Tishina, mentre quella ordinaria impose alla Procura di chiedere il rinvio a giudizio per maltrattamenti.

## Palmarès

### Campionati europei juniores
| Anno | Città    | Risultato | Specialità  |
| ---- | -------- | --------- | ----------- |
| 2017 | Budapest | Argento   | 10 clavette |